# Castello di Cré
Das Castello di Cré, auch Casaforte Ducrest, ist die Ruine eines Festen Hauses auf einem erdrutschgefährdeten Hang im Ortsteil Cré neben dem Bachbett. Das Feste Haus wacht von oben über die Ostseite der Siedlung Avise, in der sich die jüngeren und besser erhaltenen Burgen Castello di Avise und Castello di Blonay befinden.

## Beschreibung

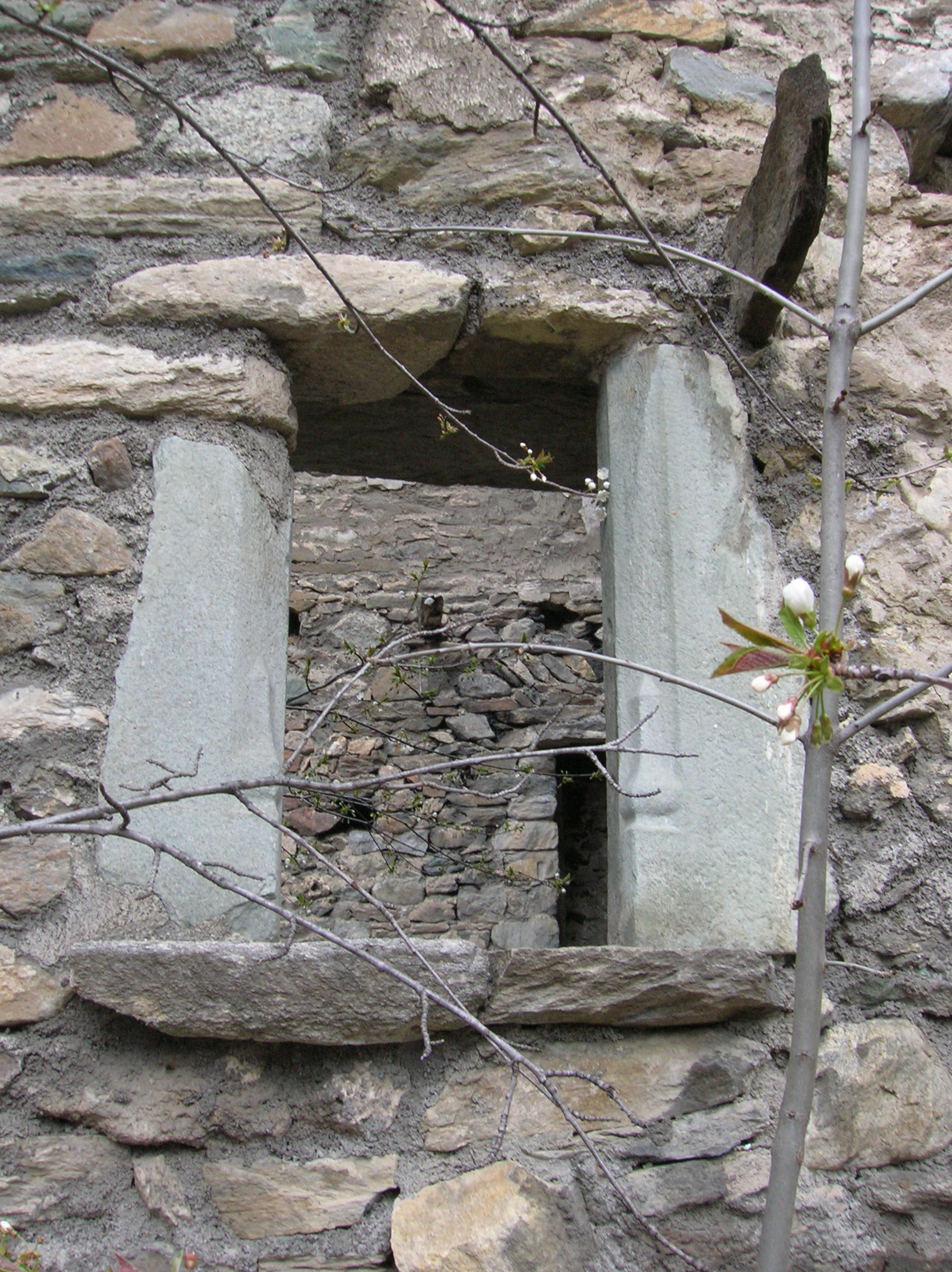
Detail eines Fensters aus bearbeitetem Stein

Das Feste Haus hat kein Dach mehr und ist von Brombeersträuchern überwuchert; seine Decken sind eingestürzt und das ganze Haus extrem verfallen. Türen und Fenster zeigen noch Rahmen aus bearbeitetem Stein, die laut André Zanotto vermutlich aus dem 16. Jahrhundert stammen.

## Geschichte
Das Feste Haus wurde um das 10. Jahrhundert errichtet, vielleicht im Auftrag der D’Avises, einer Adelsfamilie aus dem Aostatal, die sich 1191 weigerte, sich dem Haus Savoyen zu unterwerfen, zumindest bis 1243, als Ugonetto II zusammen mit seinen Vettern als Untertan von Amadeus IV. von Savoyen erklärte und dank dieser Tatsache das Lehen Avise wieder aufgerichtet wurde. Der Architekt Carlo Nigra, der sich auf die lokale Geschichtsschreibung stützt, schreibt:

„Die Familie D’Avise spaltete sich sofort in viele Zweige auf, die die Namen der Burgen annahmen, die sie besaßen, also die D’Avise, De Blonay, Cré, De Planaval, De Montmayeur, De Rochefort und später D’Arvier.“

Insbesondere André Zanotto gibt an, dass das Castello di Cré Pietro d’Avise gehört habe, der 1425 Vizebailly von Aosta war.
Nach und nach übernahm das Feste Haus den Namen der Familie Ducrest (auch Ducret geschrieben), die es ab der zweiten Hälfte des 15. Jahrhunderts in Besitz nahm, und zwar in Person des gräflichen Beamten Bonifacio Ducrest, der aus Le Pont-de-Beauvoisin in Savoyen stammte. Die Ducrests starben Anfang des 18. Jahrhunderts aus.

## Galeriebilder

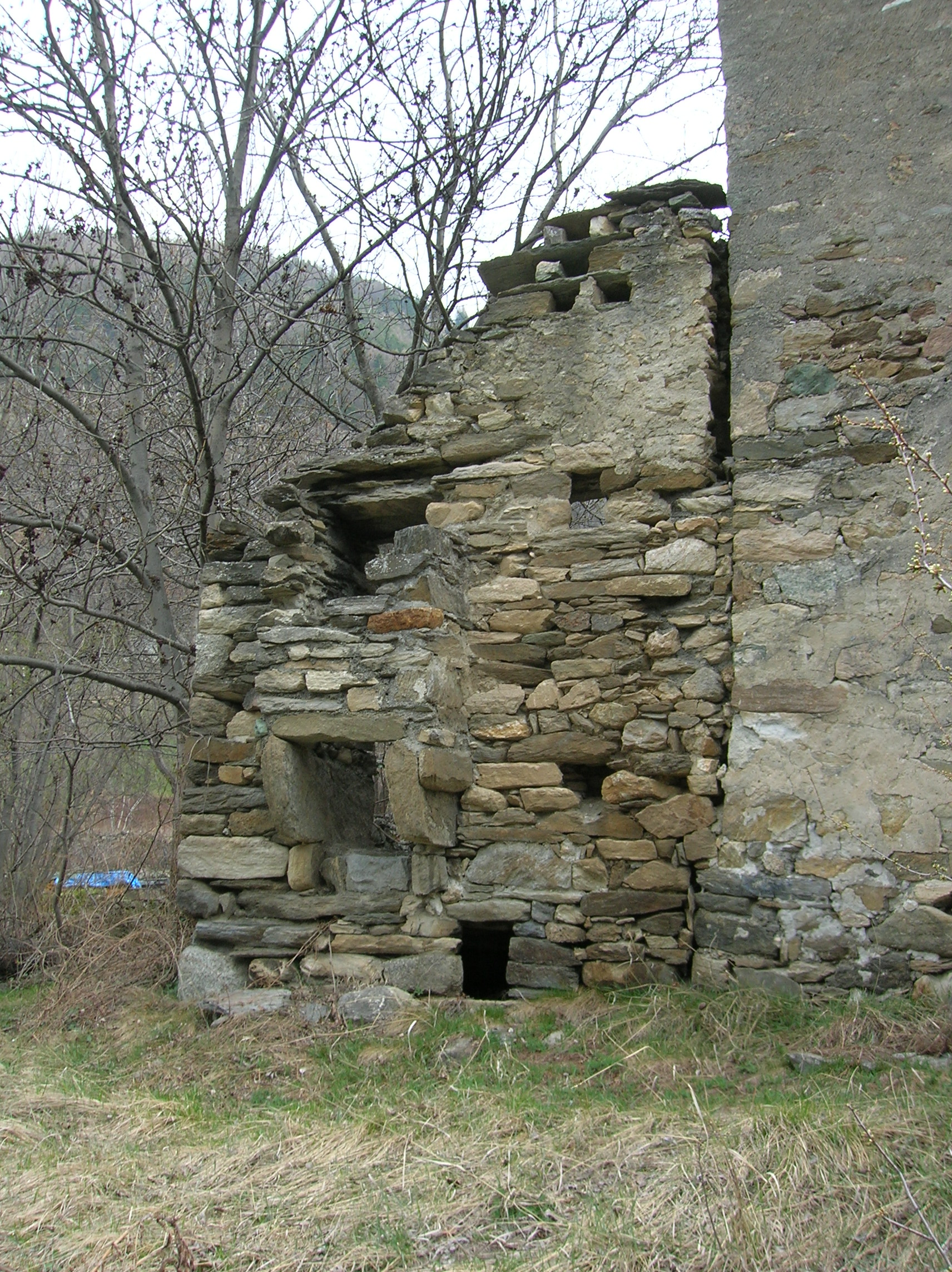
Eine Latrine
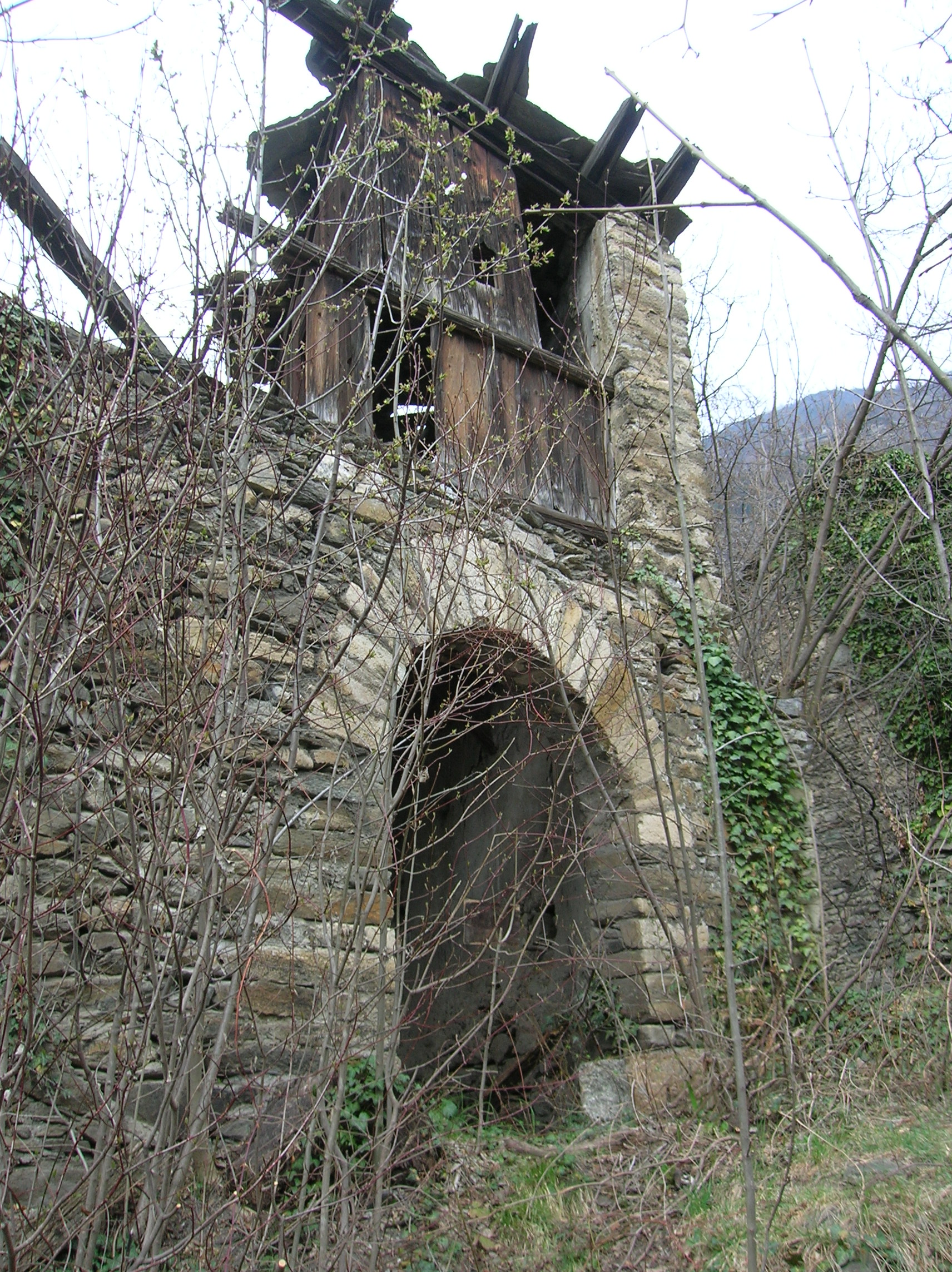
Ein Eingang im Erdgeschoss aus der Zeit nach dem Bau des Festen Hauses
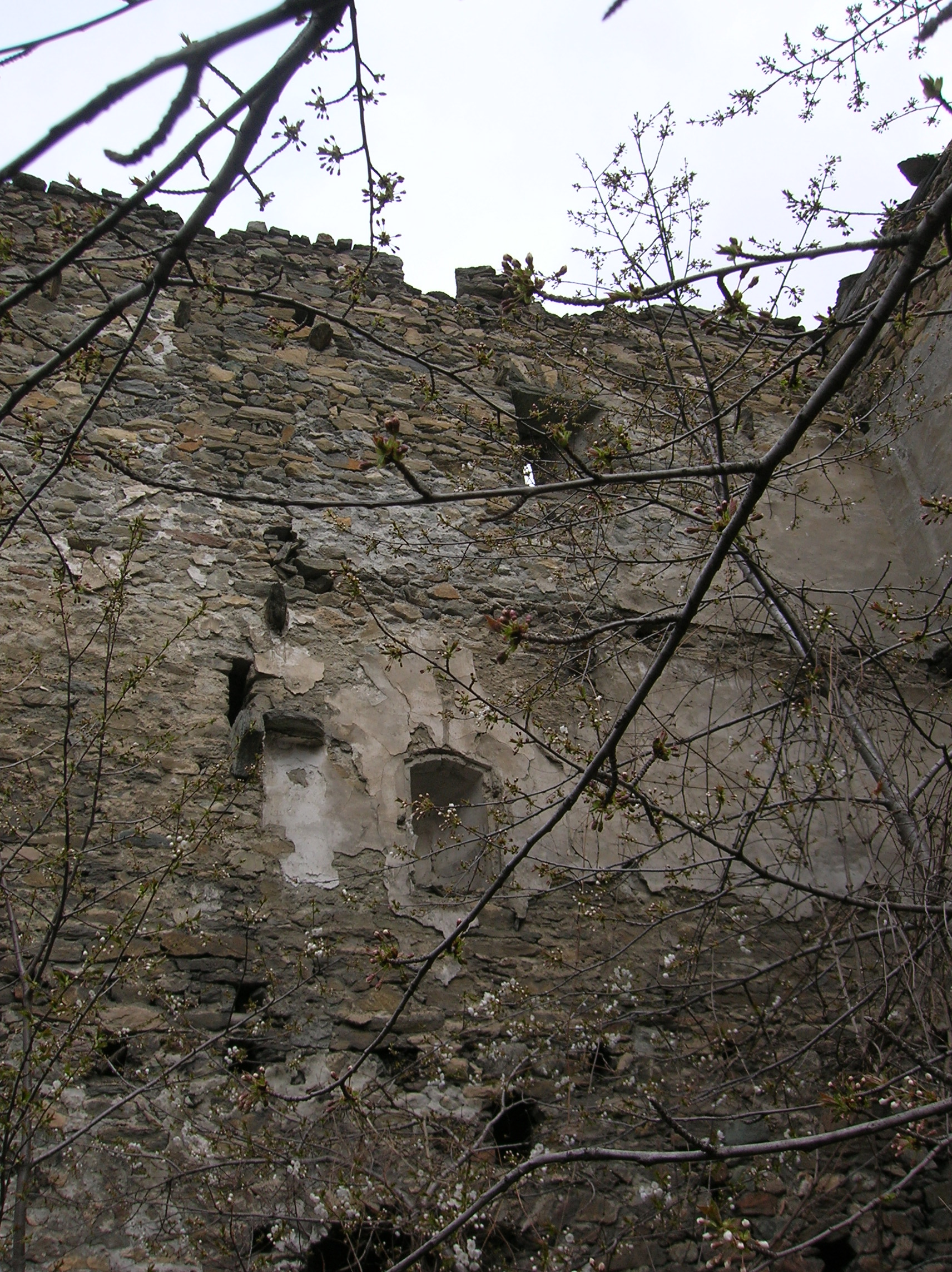
Inneres der Ruinen, an denen man das Niveau der eingestürzten Decke sieht
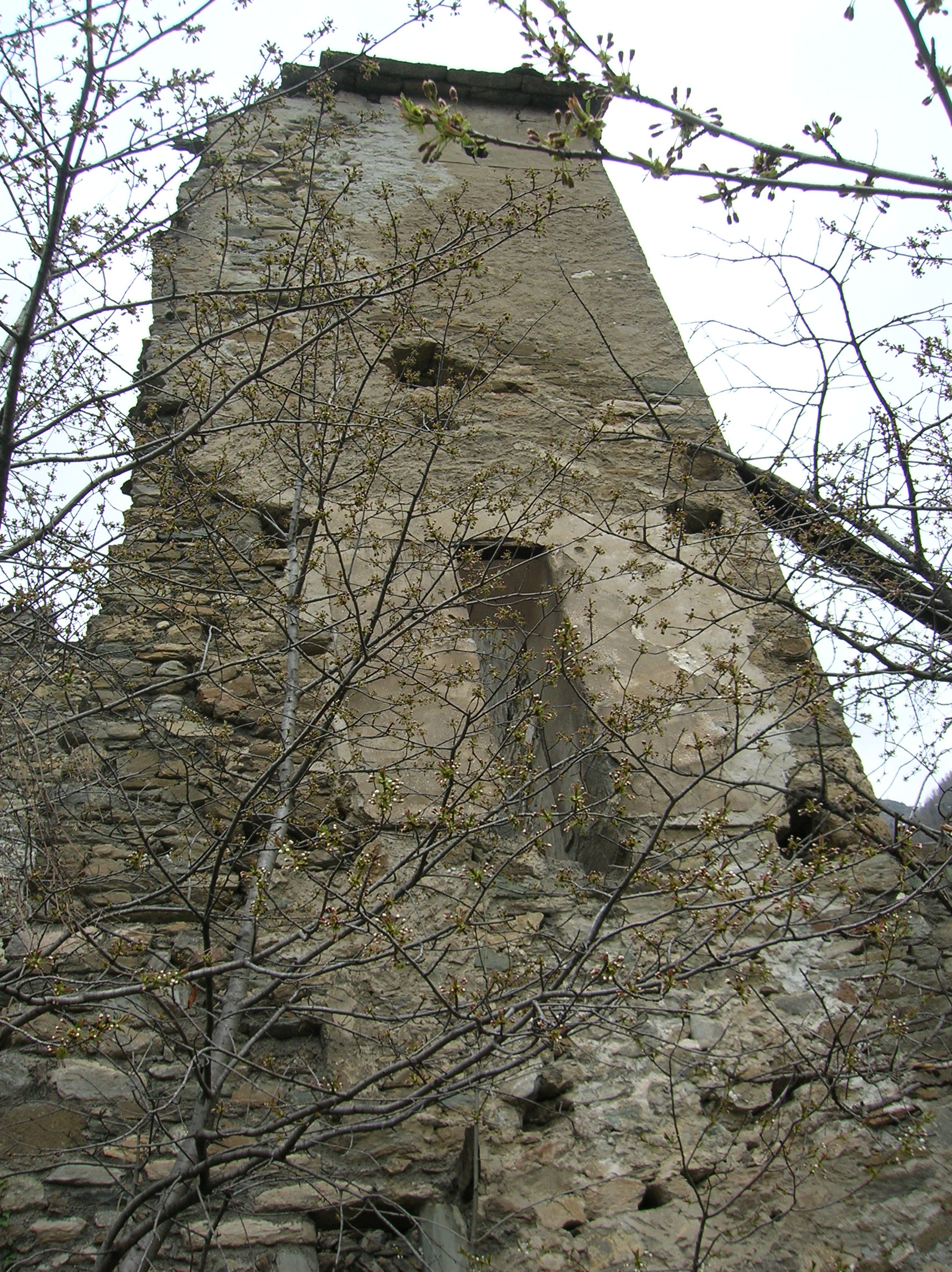
Detail der Ruinen
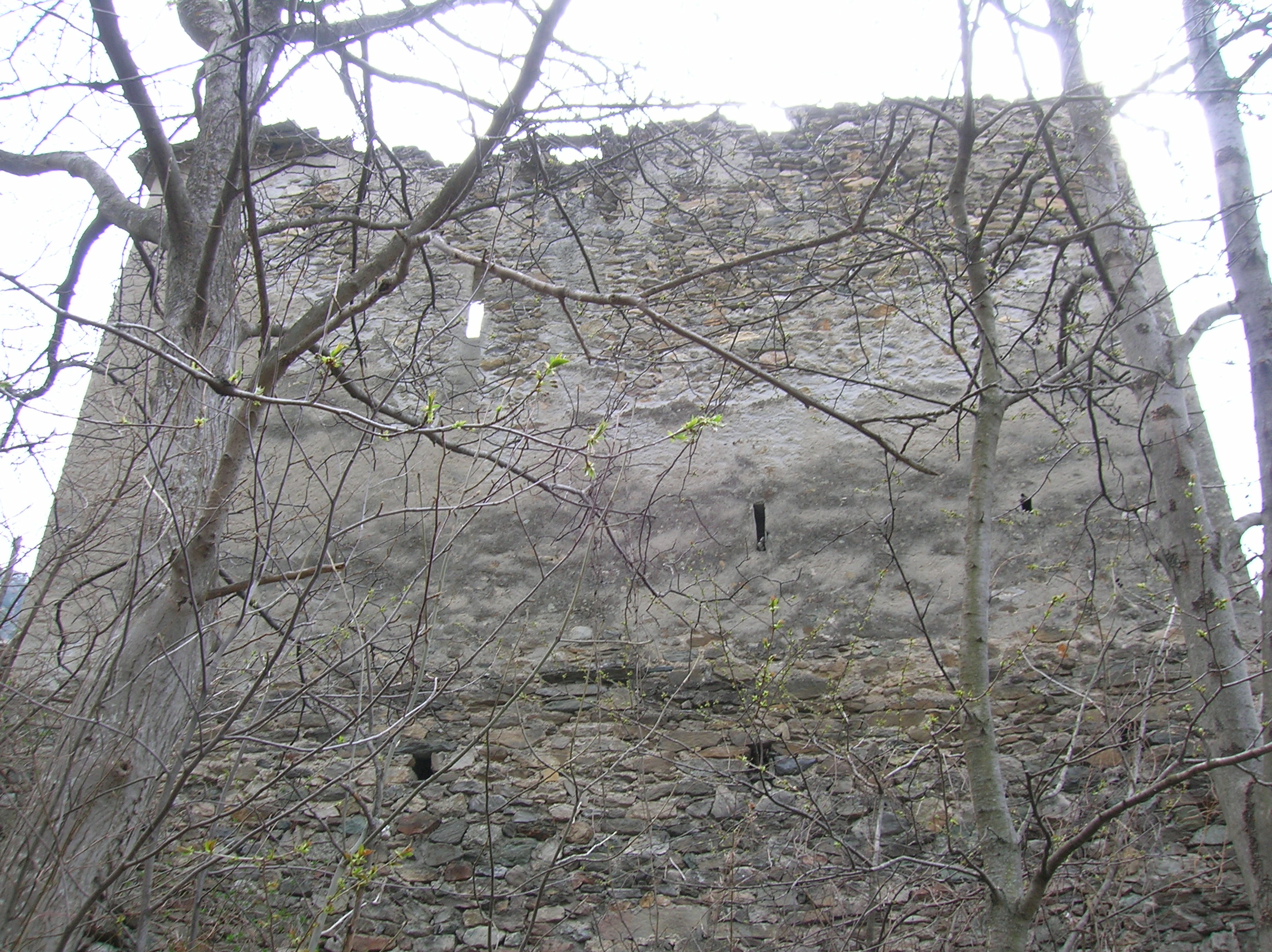
Die Schießscharten